# Psilopogon annamensis
El barbudo de Indochina o barbudo de Annam (Psilopogon annamensis) es un ave piciforme de la familia Megalaimidae endémica de Indochina. Habita en bosques tropicales y subtropicales.  Se distribuye por Laos, Vietnam y Camboya. En el pasado fue considerado como una subespecie del barbudo cejinegro.